# فيوريل كراوس
فيوريل كراوس (بالرومانية: Viorel Kraus)‏ هو لاعب كرة قدم ومدرب كرة قدم روماني، ولد في 5 مارس 1940 في ألبا يوليا في رومانيا. لعب مع آلتاي إزمير ورابيد بوخارست وستيودينتيسك بوخارست.

## وصلات خارجية
- فيوريل كراوس على موقع قاعدة بيانات كرة القدم.إي يو (الإنجليزية)